# Red Africa
 (novembre 2024).
La mise en forme du texte ne suit pas les recommandations de Wikipédia : il faut le « wikifier ».
Les points d'amélioration suivants sont les cas les plus fréquents :
- Les titres sont pré-formatés par le logiciel. Ils ne sont ni en capitales, ni en gras.
- Le texte ne doit pas être écrit en capitales (les noms de famille non plus), ni en gras, ni en italique, ni en « petit »…
- Le gras n'est utilisé que pour surligner le titre de l'article dans l'introduction, une seule fois.
- L'italique est rarement utilisé : mots en langue étrangère, titres d'œuvres, noms de bateaux, etc.
- Les citations ne sont pas en italique mais en corps de texte normal. Elles sont entourées par des guillemets français : « et ».
- Les listes à puces sont à éviter, des paragraphes rédigés étant largement préférés. Les tableaux sont à réserver à la présentation de données structurées (résultats, etc.).
- Les appels de note de bas de page (petits chiffres en exposant, introduits par l'outil «  Source ») sont à placer entre la fin de phrase et le point final[comme ça].
- Les liens internes (vers d'autres articles de Wikipédia) sont à choisir avec parcimonie. Créez des liens vers des articles approfondissant le sujet. Les termes génériques sans rapport avec le sujet sont à éviter, ainsi que les répétitions de liens vers un même terme.
- Les liens externes sont à placer uniquement dans une section « Liens externes », à la fin de l'article. Ces liens sont à choisir avec parcimonie suivant les règles définies. Si un lien sert de source à l'article, son insertion dans le texte est à faire par les notes de bas de page.
- La présentation des références doit suivre les conventions bibliographiques. Il est recommandé d'utiliser les modèles {{Ouvrage}}, {{Chapitre}}, {{Article}}, {{Lien web}} et/ou {{Bibliographie}}. Le mode d'édition visuel peut mettre en forme automatiquement les références.
- Insérer une infobox (cadre d'informations à droite) n'est pas obligatoire pour parachever la mise en page.

Pour une aide détaillée, merci de consulter Aide:Wikification.
Si vous pensez que ces points ont été résolus, vous pouvez retirer ce bandeau et améliorer la mise en forme d'un autre article.
 (novembre 2024).
Pour plus de détails, voir Fiche technique et Distribution.
Red Africa (Красная Африка) est film documentaire russe réalisé par  Alexander Markov sortie en 2022.

## Synopsis
Le film raconte l'étendue de l'influence soviétique sur le continent africain du début des années 1960 jusqu'en 1990, en se référant aux archives soviétiques, qui ont documenté de nombreux projets d'approvisionnement au profit de l'Afrique et la propagation de drapeaux rouges sur le continent alors que leurs marchandises étaient transportées. Partir[Qui ?] vers Moscou en échange d'un soutien à leur lutte de libération des pays colonisés dans un contexte de guerre froide.

## Fiche technique[3]
- Titre : Red Africa
- Réalisateur : Alexander Markov
- Scénariste : Alexander Markov
- Opérateur : Archives
- Producteur : Stanislav Poplavsky, Hui Ribeiro, Ansgar Schaeffer
- Budget : 120 000 € (estimation)

## Palmarès
| Année | Festivals                                            | Gagnant      |
| ----- | ---------------------------------------------------- | ------------ |
| 2022  | Moscow International Documentary Film Festival DOKer | Prix du Jury |

### Articles contexte
- Prolétaires
- URSS
- Impérialisme